# یازدهمین دالایی لاما
کدروپ جیاتسو (Khedrup Gyatso; ۱ نوامبر ۱۸۳۸ – ۳۱ ژانویهٔ ۱۸۵۶) یازدهمین دالایی لاما بود.
وی از سال ۱۸۴۲ تا ۱۸۵۶ به‌عنوان دالایی لاما رهبر بوداییان تبت شناخته می‌شده‌است. 